# Wielersport op de Middellandse Zeespelen 1987
Wielersport is een van de sporten die beoefend werden tijdens de Middellandse Zeespelen 1987 in Latakia, Syrië. Er waren twee onderdelen: één wegwedstrijd en tijdrit, beiden enkel georganiseerd voor mannen.

## Uitslagen
| Event   | Goud       | Zilver       | Brons             |
| ------- | ---------- | ------------ | ----------------- |
| Wegrit  | Luca Gelfi | Eduardo Ruiz | Fabrizio Bontempi |
| Tijdrit | Italië     | Frankrijk    | Spanje            |

## Medaillespiegel
| Plaats | Land      | Goud | Zilver | Brons | Totaal |
| 1      | Italië    | 2    | 0      | 1     | 3      |
| 2      | Spanje    | 0    | 1      | 1     | 2      |
| 3      | Frankrijk | 0    | 1      | 0     | 1      |
| Totaal | Totaal    | 2    | 2      | 2     | 6      |

1955 · 1959 · 1963 · 1967 · 1971 · 1975 · 1979 · 1983 · 1987 · 1991 · 1993 · 1997 · 2001 · 2005 · 2009 · 2013 · 2018 · 2022
Atletiek · Basketbal · Boksen · Gewichtheffen · Gymnastiek · Handbal · Judo · Schietsport · Schoonspringen · Tafeltennis · Tennis · Voetbal · Volleybal · Waterpolo · Wielersport · Worstelen · Zwemmen